# Râciu
Râciu é uma comuna romena localizada no distrito de Mureș, na região histórica da Transilvânia. A comuna possui uma área de 73.95 km² e sua população era de 3647 habitantes segundo o censo de 2007.